# Universidade de Granma
A Universidade de Granma (espanhol: Universidad de Granma, UDG) é uma universidade localizada em Bayamo, Cuba. A Universidade foi fundada em 10 de dezembro de 1976, com o nome de Instituto Superior de Ciências Agrárias de Bayamo (ISCAB).